# Los cantantes de Rhodes
The Rhodes Singers es un coro de pregrado del Rhodes College en Memphis, Tennessee, especializado en obras menores, sin acompañamiento de música de cámara. Están dirigidos por el Dr. William Skoog.

## Historia
El profesor Luis Nicholas organizó el coro en Rhodes College en 1937. Burnet C. Tuthill estableció el coro como una parta esencial de la universidad. Rhodes es una universidad de Memphis, EE. UU.. Por todos los años los miembros del coro, tanto hombres como mujeres, han cantado música a capela. Cada tres años el coro vieja a otros países y canta. Cantaron en Suiza en 2001, y en Carnegie Hall en 2004. 
El coro va a varias ciudades cada año; en la primavera de 2009, por ejemplo, fue a Arkansas y San Luis (Misuri) para cantar en iglesias, la biblioteca presidencial Bill Clinton y en la catedral basílica de St. Louis. Siguiendo la tradición terminará el año con una actuación en la iglesia episcopal de San Juan en Memphis.